# Етна (Каліфорнія)
Етна (англ. Etna) — місто (англ. city) в США, в окрузі Сискью штату Каліфорнія. Населення — 678 осіб (2020).

## Географія
Етна розташована за координатами 41°27′30″ пн. ш. 122°53′45″ зх. д. / 41.45833° пн. ш. 122.89583° зх. д. (41.458263, -122.895854).  За даними Бюро перепису населення США в 2010 році місто мало площу 1,96 км², з яких 1,96 км² — суходіл та 0,00 км² — водойми.

## Демографія
Згідно з переписом 2010 року, у місті мешкало 737 осіб у 323 домогосподарствах у складі 201 родини. Густота населення становила 375 осіб/км².  Було 359 помешкань (183/км²).
Расовий склад населення:
| - 85,1 % — білих - 3,8 % — корінних американців - 0,1 % — вихідців з тихоокеанських островів - 0,1 % — азіатів |

До двох чи більше рас належало 10,0 %. Частка іспаномовних становила 3,5 % від усіх жителів.
За віковим діапазоном населення розподілялося таким чином: 23,5 % — особи молодші 18 років, 55,7 % — особи у віці 18—64 років, 20,8 % — особи у віці 65 років та старші. Медіана віку мешканця становила 48,5 року. На 100 осіб жіночої статі у місті припадало 101,9 чоловіків;  на 100 жінок у віці від 18 років та старших — 97,2 чоловіків також старших 18 років.
Середній дохід на одне домашнє господарство  становив 38 749 доларів США (медіана — 30 688), а середній дохід на одну сім'ю — 38 778 доларів (медіана — 30 833). Медіана доходів становила 34 722 долари для чоловіків та 26 346 доларів для жінок. За межею бідності перебувало 24,4 % осіб, у тому числі 47,5 % дітей у віці до 18 років та 10,0 % осіб у віці 65 років та старших.
Цивільне працевлаштоване населення становило 232 особи. Основні галузі зайнятості: сільське господарство, лісництво, риболовля — 18,1 %, роздрібна торгівля — 17,7 %, науковці, спеціалісти, менеджери — 11,2 %, освіта, охорона здоров'я та соціальна допомога — 10,3 %.